# Bram Bakker
Bram Bakker (Zwolle, 29 oktober 1963) is een Nederlandse voormalig psychiater, schrijver en columnist.

## Loopbaan
Na het gymnasium studeerde Bakker van 1982 tot 1991 geneeskunde aan de Vrije Universiteit Amsterdam. Van 1992 tot 1999 volgde hij de opleiding psychiatrie in de Valeriuskliniek in Amsterdam en het VU medisch centrum. In 2000 promoveerde Bakker aan de Vrije Universiteit op de behandeling van angstaanvallen en ging datzelfde jaar aan de slag als psychiater in het Sint Lucas Andreas Ziekenhuis in Amsterdam.
In 2003 publiceerde Bakker het boek Te gek om los te lopen. Misverstanden in de psychiatrie, waarin hij fulmineerde tegen het naïeve optimisme van de antipsychiatrie in Nederland en een pleidooi hield voor meer evidence-based medicine in de geestelijke gezondheidszorg. Na de publicatie werden twee tuchtzaken tegen hem aangespannen omwille van 'grensoverschrijdend gedrag' en werd hij ontslagen.
Vanaf 2003 schreef hij columns voor tijdschriften en kranten, onder meer het Algemeen Dagblad en Metro.  In 2004 volgde Hans Polak de psychiater en vijf van zijn patiënten een jaar lang waaruit bleek dat hij de gewenste therapeutische afstand niet bewaart omdat hij eventuele overdracht best hanteerbaar acht. De dwarse psychiater is zowel de naam van deze televisiedocumentaire uit 2006 als van een bundel columns uit 2008.
Van 2004 tot 2006 was hij psychiater bij het Centrum Eetstoornissen Ursula. In 2005 kreeg hij een waarschuwing van het Medisch tuchtcollege nadat hij een patiënte tot tweemaal toe met een persoonlijke vriend in contact had gebracht, wat resulteerde in een psychische crisis. Vanaf 2007 hield hij zich bezig met zijn eigen bedrijf in mental coaching.
Bakker was meermaals op televisie. Zo was hij van 26 oktober 2007 tot 4 januari 2008 wekelijks actief als coach in Bureau Ambitie over mensen die hun loopbaan ingrijpend willen veranderen. In 2008 onthulde Andere Tijden Sport dat Bakker de man was die vanuit een huisje in de Amsterdamse gracht sprong toen het Nederlands voetbalelftal voorbijvoer na de behalen van het Europees kampioenschap voetbal 1988. In 2009 was hij een van de psychiaters die door Coen Verbraak werden geïnterviewd voor het programma Kijken in de ziel. In 2013 was hij jurylid in het programma De allerslechtste echtgenoot van Nederland. In 2015 interviewde hij voor De Volkskrant zijn grote voorbeeld, de Amerikaanse psychiater Irvin D. Yalom naar aanleiding van diens publicatie Eendagsvlinders en andere verhalen uit de psychotherapie.
Eind januari 2021 gaf Bram Bakker in een tweet aan: “Als ik twintig kilo meer zou wegen moest ik nu met spoed worden gevaccineerd. Positieve discriminatie van mensen met een ongezonde leefwijze”
Deze tweet leidde tot een groot aantal (negatieve) reacties.
De discussie liep meerdere weken door, mede door tweets waarin Bram Bakker aankaartte de ‘schuld’ voor obesitas bij de patiënt te leggen.
Op 10 november 2021 legde hij zijn functie van psychiater neer. Hij ondervond de laatste jaren steeds meer de gevolgen van een niet verwerkt jeugdtrauma. Hij gaat alleen nog verder als basisarts.